# Новый Ключ
Новый Ключ —  поселок в Бутурлинском районе Нижегородской области. 

## География
Находится на расстоянии приблизительно 9 километра по прямой на север-северо-запад от поселка Бутурлино, административного центра района.

## История
Входил до 2020 года в состав Большебакалдского сельсовета.

## Население
Постоянное население составляло 6 человек (русские 100%) в 2002 году, 4 в 2010.